# Hebius craspedogaster
Espèce
Synonymes
- Tropidonotus craspedogaster Boulenger, 1899
- Amphiesma craspedogaster (Boulenger, 1899)
- Tropidonotus gastrotaenia Werner, 1922
- Natrix chrysarga chekiangensis Mell, 1931

Statut de conservation UICN

 LC  : Préoccupation mineure
Hebius craspedogaster est une espèce de serpents de la famille des Natricidae. 

## Répartition
Cette espèce se rencontre entre 100 et 1 800 m d'altitude :
- en Chine au Guangdong, au Guizhou, au Sichuan, au Hunan, au Jiangxi, au Fujian, au Zhejiang, au Shanxi, au Gansu, au Anhui, au Chongqing, au Guangxi, au Henan, au Hubei, au Jiangsu, au Shaanxi et au Tibet ;
- au Viêt Nam.

## Description
C'est un serpent ovipare.

## Publication originale
- Boulenger, 1899 : On a collection of reptiles and batrachians made by Mr. J. D. La Touche in N.W. Fokien, China. Proceedings of the Zoological Society of London, vol. 1899, p. 159-172 (texte intégral).